# كينيث هندرسون
كينيث هندرسون (بالإنجليزية: Kenneth Henderson)‏ هو شخصية أعمال وسياسي أمريكي، ولد في 1963. حزبياً، نشط في الحزب الجمهوري. وقد انتخب عضو مجلس نواب أركنساس.